# McBain
McBain es una ciudad ubicada en el condado de Missaukee en el estado estadounidense de Míchigan. En el Censo de 2010 tenía una población de 656 habitantes y una densidad poblacional de 202,46 personas por km².

## Geografía
McBain se encuentra ubicada en las coordenadas 44°11′46″N 85°12′55″O / 44.19611, -85.21528. Según la Oficina del Censo de los Estados Unidos, McBain tiene una superficie total de 3.24 km², de la cual 3.24 km² corresponden a tierra firme y (0%) 0 km² es agua.

## Demografía
Según el censo de 2010, había 656 personas residiendo en McBain. La densidad de población era de 202,46 hab./km². De los 656 habitantes, McBain estaba compuesto por el 95.58% blancos, el 0.3% eran afroamericanos, el 0.3% eran amerindios, el 0.46% eran asiáticos, el 0% eran isleños del Pacífico, el 2.59% eran de otras razas y el 0.76% pertenecían a dos o más razas. Del total de la población el 3.35% eran hispanos o latinos de cualquier raza.